# Хасимото, Тоору
Тоору Хасимото (яп. 橋下 徹 Хасимото То:ру, род. 29 июня 1969, Хатагая) — японский политик и адвокат. Мэр Осаки (2011—2015). Член Партии инноваций Японии и Осакской ассоциации реставрации.

## Ранняя жизнь
Тоору Хасисита родился 29 июня 1969 года в специальном районе Токио Сибуя. Его отец, член якудза, умер, когда он учился во втором классе начальной школы. Вскоре после этого его мать изменила себе и своему сыну имя на Хасимото, поскольку фамилия Хасисита связана с находящимся в неблагоприятном положении японским сообществом буракумин. Когда Хасимото был в пятом классе, он вместе с матерью и сестрой переехал в Суйту, а затем в следующем году в район Осаки Хигасиёодогава-ку.
Будучи учеником Osaka Prefectural Kitano High School, Хасимото участвовал в национальном турнире по регби для старших классов в составе школьной команды по регби, которая была одним из трёх чемпионов турнира префектуры Осака. Он дважды провалил вступительные экзамены в Университет Васэда, но был принят после дополнительного года обучения. Весной 1994 года он окончил университет, а в том же году сдал экзамен и в 1996 году стал юристом. В 1998 году он основал Адвокатское бюро Хасимото, где занялся корпоративным правом, законодательством в сфере развлечений и разрешением споров. Хасимото остался акционером фирмы, но в 2008 году преобразовал её в профессиональную корпорацию и в настоящее время не принимает активного участия в её управлении. Он также некоторое время был юрисконсультом ресторанной ассоциации Tobita Shinchi.
В первые годы своей юридической практики он начал появляться в местных радио- и телепрограммах в регионе Кансай. Несколько раз он участвовал в программе телеканала Asahi «Super Morning», после чего американский телеведущий Дэйв Спектор, который также регулярно появлялся в шоу, отправлял записи выступлений Хасимото телепродюсерам других сетей. Самая громкая роль Хасимото на телевидении пришлась на апрель 2003 года, когда он начал участвовать в популярной программе Gyōretsu no Dekiru Hōritsu Sōdanjo (яп. 行列のできる法律相談所) , организованной комиком Синсукэ Симадав рамках регулярной группы из четырёх юристов. Он появлялся в шоу до декабря 2007 года. Хасимото также был гостем на канале Nippon TV в программе «Hikari Ota’s If I Were Prime Minister… Secretary Tanaka».
В 2012 году он признался, что имел внебрачную связь с хозяйкой клуба в период с 2006 по 2008 год, когда ещё был телеведущим, сказав, что «я не был святым, пока не стал губернатором».

## Политическая карьера

### Губернатор префектуры Осака
В 2007 году ходили слухи, что Хасимото будет баллотироваться на пост мэра города Осака из-за его популярности и статуса юриста, но он этого не сделал, и даже после того, как Фусаэ Оота объявила, что она уйдет в отставку с поста губернатора префектуры Осака после окончания её второго срока, он заявил, что не собирается баллотироваться на пост губернатора. Однако 12 декабря 2007 года, после того как Хасимото получил обещания поддержки от Либерально-демократической партии и Комэйто, он объявил, что будет участвовать в губернаторской гонке. На выборах 27 января 2008 года он набрал 54 % голосов, а 6 февраля 2008 года занял пост губернатора. В 2010 году он основал Осакскую ассоциацию реставрации («Единая Осака») — новую региональную политическую партию. Вскоре после своей инаугурации на посту губернатора Осаки Хасимото объявил «чрезвычайное финансовое положение» в префектуре и предложил масштабные сокращения бюджета.
На какое-то время его откровенный стиль и мнимая готовность бросить вызов статус-кво сделали его одной из самых популярных политических фигур в Японии. Его партия Инициативы из Осаки получила высокие рейтинги поддержки в национальных опросах, несмотря на её региональную направленность. В апреле 2011 года партия также получила большинство в собрании префектуры Осака.

### Мэр Осаки
Его план «Метрополия Осаки» получил жёсткую критику со стороны других политиков, включая тогдашнего мэра Осаки Кунио Хирамацу. 31 октября 2011 года Хасимото подал в отставку с поста губернатора, чтобы баллотироваться на пост мэра Осаки. В ноябре он был избран мэром вместе с Итиро Мацуи, который стал новым губернатором Осаки.
Во время избирательной кампании еженедельные журналы Shukan Shincho, Shukan Bunshun и Shincho45 публиковали статьи, в которых говорилось о судимости его отца и происхождении буракуминов. Их Хасимото раскритиковал в своём Твиттере.
После выборов Хасимото основал «Ишин Сэйдзи Дзюку» — «школу повышения квалификации» для подготовки будущих политических лидеров, которая в марте 2012 года приняла 2 000 студентов в свой первый класс.
В 2012 году был проведён опрос госслужащих, работающих в городе Осака, требующий раскрытия лиц с татуировками на теле. Исследование показало, что 110 сотрудников из 33 500 имели хотя бы одну татуировку. Хасимото прокомментировал, что госслужащие не имеют права делать татуировки, и предложил тем, кто это делает, уйти в отставку. Вызвав дальнейшие споры, 2 июля 2012 года Хасимото прокомментировал недавно назначенным мэрам округов Осаки, что государственные служащие не могут рассчитывать на личную неприкосновенность частной жизни или основные права человека, работая на общественность.
В сентябре 2012 года он основал Партию японского возрождения — национальное расширение партии «Инициативы из Осаки». Это была первая национальная политическая партия, которая находилась в Осаке, а не в Токио, и которая получила статус партии, заручившись поддержкой семи членов парламента.
«Инициативы из Осаки» потерпела несколько неудач в 2013 году: в сентябре её кандидат проиграл выборы мэра Сакаи, а в декабре партия потеряла большинство в собрании префектуры.
После неоднозначных комментариев о женщинах для утех и после того, как Хасимото не смог достичь консенсуса по поводу своего плана слияния города Осака и префектуры Осака, Хасимото объявил о своей отставке с поста мэра в феврале 2014 года и заявил, что будет баллотироваться на переизбрание и добиваться от избирателей нового мандата.
На референдуме в мае 2015 года с небольшим перевесом граждане Осаки проголосовали против плана «Метрополия Осаки». После провала основного политического предложения, которое было поддержано национальным правительством, Хасимото объявил, что уйдёт из политики по истечении срока его полномочий на посту мэра. В июне он был приглашён в Токио на встречу с премьер-министром Синдзо Абэ, который выразил свою поддержку провалившемуся плану, а также запросил мнение Хасимото о предстоящем законодательстве о национальной безопасности.
Политическая программа Хасимото была направлена на приватизацию городского транспортного сектора (метро, автобусные маршруты и периферийные автобусные линии), водопроводных станций, больниц и вывоза мусора. Она включала сокращение численности городского персонала с 21 600 единиц в 2012 году до 19 350 единиц к 2015 году. В предвыборной программе «Инициатив из Осаки» предлагалось сократить финансирование классических оркестров, бунраку и Осакского музея прав человека, легализовав азартные игры как новый источник финансирования культурных программ.
В 2008 году Хасимото снизил заработную плату учителей государственных школ, а также уменьшил государственный взнос, направленный в частные школы. В 2013 году он заставил большинство школ Осаки обнародовать рейтинги тестов по успеваемости, чтобы повысить роль частного сектора, конкуренцию между школами и школьными операторами и использование количественных методов оценки. Этот подход предусматривал политический контроль над образованием, двумя областями, которые после Второй мировой войны традиционно разделялись.

## Политические взгляды

### Ядерная политика
Хасимото известен своей неприязнью к перезапуску местных ядерных реакторов после ядерной катастрофы на Фукусиме. По данным The New York Times, это привело к тому, что он стал самым любимым политиком Японии в опросах в начале 2012 года. В конечном итоге Хасимото и несколько других политиков согласились на ограниченный перезапуск АЭС Ои.
Перед тем как стать губернатором Осаки в 2008 году, Хасимото в нескольких телепрограммах утверждал, что Япония должна обладать ядерным оружием, вскоре уточнив, что это было его личным мнением.

### Внешняя политика
Хасимото является сторонником торгового соглашения о Транстихоокеанском партнерстве и отказался поддержать партию Итиро Одзавы «Жизнь людей прежде всего» по этому вопросу.

### Взгляды на территориальные споры
В сентябре 2012 года Хасимото предложил Японии и Южной Корее совместно управлять скалами Лианкур, известными как Такэсима в Японии и Токто в Корее. Он предложил то же самое для островов Сенкаку, заявив, что, хотя спорные острова действительно принадлежат Японии, «суверенитет и использование — это разные вещи». Взгляды вызвали значительную критику как внутри его собственной партии, так и со стороны внешних комментаторов.

### Националистические позиции
После вступления в должность в 2008 году Хасимото вступил в конфликт с профсоюзами учителей и другими официальными лицами из-за японского национального гимна «Кимигайо». В мае 2012 года он настаивал на создании постановления, которое заставляло бы учителей исполнять гимн во время школьных церемоний. Его партия также предложила провести всенародный референдум по 9 статье Конституции Японии.

### Взгляды на базы США в Японии
В 2009 году, на фоне разногласий по всей Японии по поводу перемещения авиабазы морской пехоты Футенма, Хасимото публично предложил перенести функции базы в международный аэропорт Кансай, который находится на искусственном острове. Некоторые представители бизнес-сообщества аэропорта поддержали его мысли, но США охарактеризовали такой шаг как невозможный по логистическим причинам.
Хасимото также призвал жителей Окинавы согласиться на развертывание самолёта с поворотным ротором Osprey, несмотря на сильное сопротивление местного населения.
В июне 2013 года он предложил переместить несколько буровых установок Osprey в аэропорт Яо в Осаке. Мэр Яо Сейта Танака выступил против этой идеи, заявив, что безопасность самолёта Osprey не была подтверждена.

### Проблема женщин для утешения
В августе 2012 года Хасимото заявил, что нет никаких доказательств того, что японские военные использовали силу или угрозы для вербовки южнокорейских женщин для утех ,которые служили секс-работниками в армии во время Второй мировой войны.
В мае 2013 года, по-видимому, признавая, что «женщины для утех» служат солдатам «против их воли», Хасимото далее заявил, что они «необходимы» для того, чтобы японские солдаты могли «отдохнуть» во время войны.
13 мая 2013 года Хасимото сказал высокопоставленному представителю вооружённых сил США на Окинаве: «Мы не можем контролировать сексуальную энергию этих храбрых морских пехотинцев» и предложил солдатам США более активно использовать местную индустрию развлечений для взрослых, исходя из предположения, что это снизит количество сексуальных преступлений против местных женщин. Затем Хасимото заявил на пресс-конференции о необходимости существования бывших японских женщин для утех и таких же женщин из других стран. Хасимото также отметил, что Япония создала Ассоциацию отдыха и развлечений для солдат США, чтобы они могли пользоваться услугами проституток. Позднее Хасимото извинился за эти замечания.
Несколько ведущих японских политиков, в том числе Банри Кайэда, президент Демократической партии Японии и Томоми Инада, министр административной реформы раскритиковали эти комментарии. Кайэда особо отметил, что «в системе женщин для утех не было необходимости». Инада заявила, что «система женщин для утех была серьёзным нарушением прав женщин».
Запланированный визит в Сан-Франциско был отменён после того, как Хасимото сказал в письме высокопоставленному чиновнику города, что «жители Сан-Франциско в настоящее время не приветствуют поездку Хасимото в США», имея в виду, что он будет окружён протестующими, и что его визит нанесет ущерб имиджу Осаки. Вместе с мэром Сан-Франциско Эдвином Ли Хасимото планировал встретиться с мэром Нью-Йорка Майклом Блумбергом, но после того, как стало ясно, что этого не произойдет, 28 мая 2013 года Хасимото официально отменил свою поездку.

### Взгляды на выборы и политические партии
В марте 2012 года Садакадзу Танигаки, тогдашний лидер основной оппозиционной Либерально-демократической партии, сказал, что «утверждения, как говорит Хасимото, о том, что политические партии плохи, привели к милитаризму в Японии в 1930-х годах. Адольф Гитлер и Бенито Муссолини также появились в такой атмосфере». В апреле 2012 года председатель Yomiuri Group Цунэо Ватанабэ написал, что заявление Хасимото напомнило ему о тактике, которую Гитлер использовал для прихода к власти.

### Асахи Симбун
Существует история конфликта между Хасимото и Асахи симбун, одной из крупнейших газет в Японии. После того, как газета раскритиковала заявление, которое он сделал по поводу судебного дела в редакционной статье 2008 года, Хасимото ответил: «Нам было бы лучше без Асахи симбун. Это просто дурацкое заведение для разговоров. Я надеюсь, что оно скоро прекратит работу».
16 октября 2012 года еженедельный журнал Shukan Asahi описал отца Хасимото как потомка буракуминов и утверждал, что он был связан сякудза, и что покончил жизнь самоубийством, когда Хасимото учился в начальной школе. Статья также сравнила Хасимото с Адольфом Гитлером и намекнула, что на политику Хасимото повлияло прошлое его отца. Впоследствии Хасимото отказался разговаривать с журналистами из Shukan Asahi и Asahi Shimbun. 18 октября группа Асахи симбун извинилась, заявив, что статья в журнале содержит «неподходящие описания». Сторонний комитет по прессе и правам человека, созданный Асахи симбун, пришёл к выводу, что «рассказ о мэре Осаки Тоору Хасимото в еженедельном журнале Shukan Asahi усилил дискриминацию». Президент Asahi Shimbun Publications Хидео Котоку подал в отставку, а компания понизила в должности главного редактора Shukan Asahi и заместителя редактора и отстранила их от работы на три месяца.

### Инфраструктура
Хасимото выступал за закрытие аэропорта Итами и превращение международного аэропорта Кансая в единственный авиаузел в регионе.